# 胶州专区
胶州专区，中华人民共和国山东省已撤消的行政区，在今山东省北部。1950年，原胶东行署区滨北专区改设为胶州专区，由山东省直辖，专员公署驻胶县（今胶州市）。辖原滨北专区所属胶县、高密、诸城、藏马、胶河、胶南、五莲7县；及原南海专区划入的即东、即墨2县和崂山办事处（县级）。胶州专区辖9县、1办事处。 
1951年，崂山办事处划归青岛市。1953年，原沂水专区所属日照县划入；撤销胶河县，并入胶县、胶南、诸城3县。专区辖9县。
1956年，撤销胶州专区，辖县分别划归昌潍、莱阳、临沂3专区。 
- 将高密、胶县、胶南、诸城、藏马、五莲6县划归昌潍专区；
- 将即墨、即东2县划归莱阳专区；
- 将日照县划归临沂专区。